# 加勒比板块

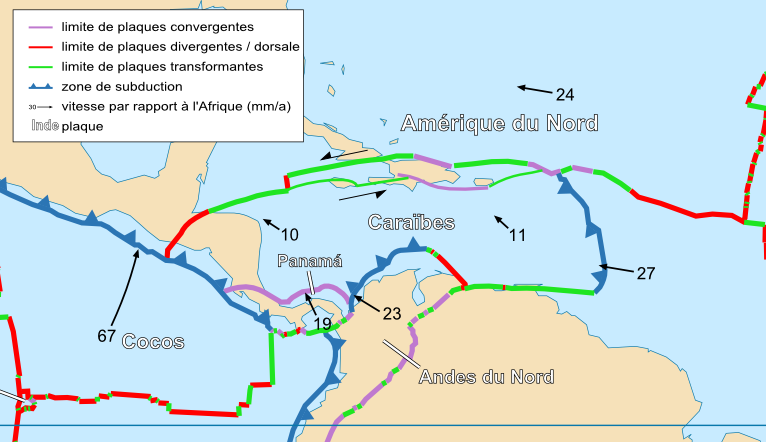
加勒比板块。

加勒比板块是一个大部分为大洋地壳的板块，位于中美洲和南美洲北岸以外的加勒比海。在1968年勒皮雄首次提出的六大板块中，它是美洲板块的一部分。
加勒比板块的面积大约是320万平方千米，它与北美洲板块、南美洲板块和科科斯板块接界。这些边界都是地震活动密集区，频繁发生地震，偶然还会发生海啸；在边界上还有火山喷发。

## 边界类型
加勒比板块和北美洲板块相接的北界是一个转形断层，沿中美洲伯利兹、危地马拉和洪都拉斯的边境地区，向东经开曼海槽达古巴东南海岸以南，再至伊斯帕尼奥拉岛、波多黎各岛和维尔京群岛以北不远处。大西洋中最深的波多黎各海沟（约8400米深）有一部分也是沿这个边界延伸。波多黎各海沟是一个从其南部的聚合边界向西部的转形边界过渡的复杂海底地貌单元。
加勒比板块的东界是一个隱沒带，但因为在大西洋上北美洲板块和南美洲板块的边界还没有得到明确认定，目前尚不知是其中哪一个板块在这个消减带处俯冲到加勒比板块之下，也许二者都有。这一消减作用造就了从北部的维尔京群岛直至南部靠近委内瑞拉海岸诸岛的小安的列斯岛弧。在这个边界上，一共有17座活火山，其中最有名的是蒙特塞拉特岛上的苏弗里耶尔火山、马提尼克岛上的培雷火山、瓜德罗普岛上的大苏弗里耶尔火山、圣文森特岛上的圣文森特苏弗里耶尔火山及位于格林纳达岛以北10千米处的海下火山基科姆詹尼火山。

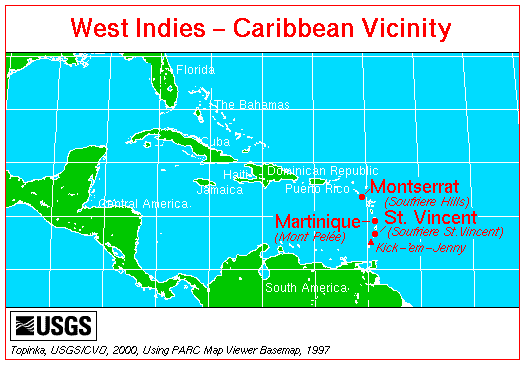
加勒比的火山

沿着加勒比板块具有复杂地质构造的南界，它和南美洲板块的相互作用形成了巴巴多斯岛、特立尼达岛（这二者都位于南美洲板块上）和多巴哥岛（位于加勒比板块上），以及委内瑞拉海岸外的岛屿（包括背风安的列斯群岛）和哥伦比亚。这一边界部分为转换断层，沿此断层发生逆冲和一定程度的消减。委内瑞拉储油丰富的油田可能就是由这种复杂的板块作用造就的。
加勒比板块的西部为中美洲占据。太平洋中的科科斯板块在中美洲西海岸以外不远处向加勒比板块之下消减。这一消减形成了危地马拉、萨尔瓦多、尼加拉瓜和哥斯达黎加的火山，並且形成中美洲火山弧及中美洲海溝。

## 起源
加勒比板块被认为是一个大火成岩省，在几千万年前的古太平洋中形成。当大西洋开始扩张，北美洲和南美洲即被向西推动，于是太平洋洋盆开始在美洲大陆的西缘之下消减。由于加勒比板块较太平洋海底的其余部位为厚，地势也较高，因此它并没有像其他太平洋海底那样消减，而是相对北美洲和南美洲向东运动，仰冲于大西洋海底之上，并在300万年前巴拿马地峡形成之后，最终完全和太平洋失去了联系。
据推断，南美洲板块的西向运动使分别与其北端和南端相邻的加勒比板块和斯科舍板块均受到挤压。这两个板块因而具有相似的外形，其东界都是南美洲板块的消减带。